# 犬矢来

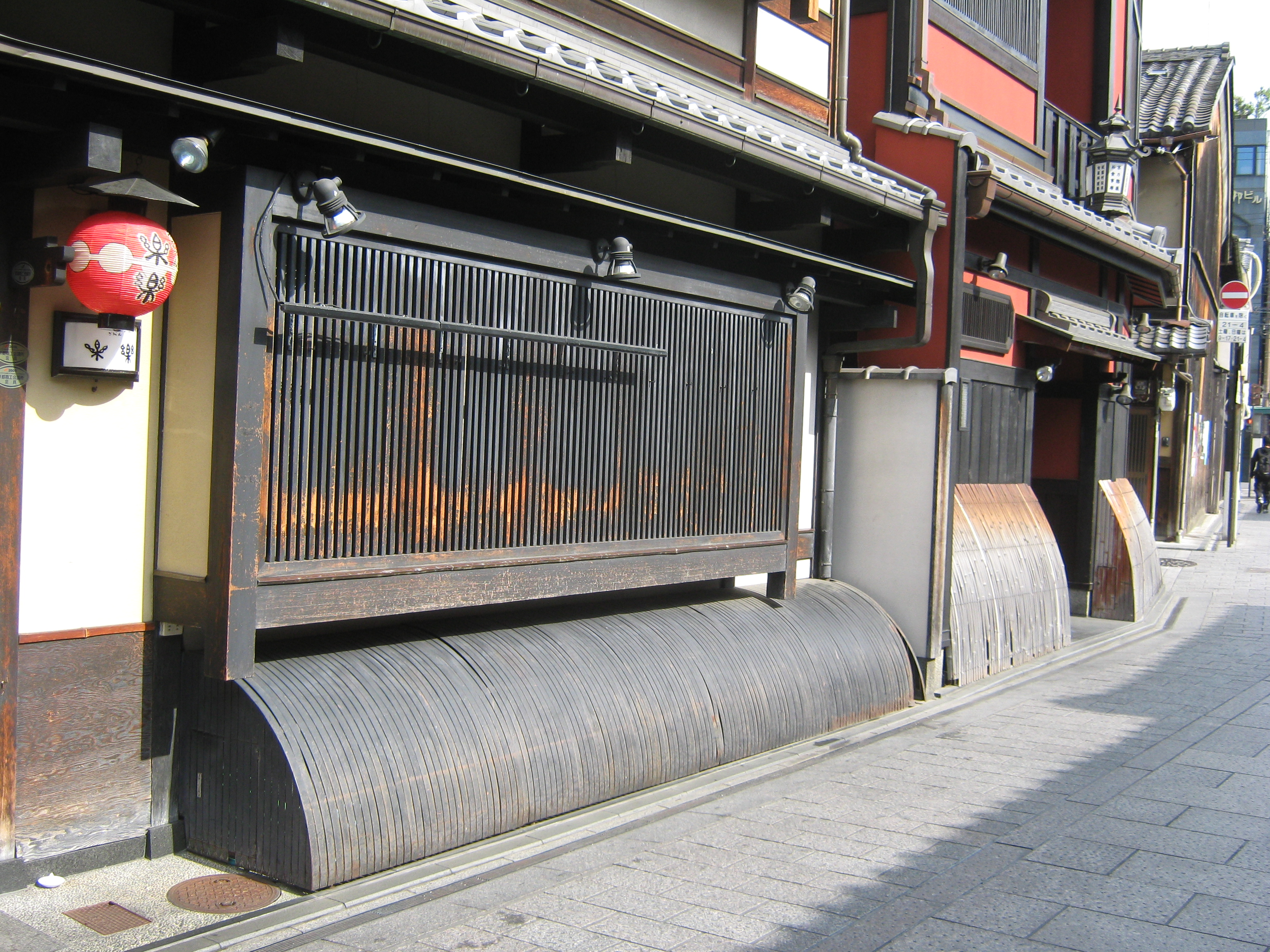
犬矢来のある町屋

犬矢来（いぬやらい）は、町屋の軒下に見られるアーチ状の垣根。竹矢来（）とも呼ばれる。

## 特徴
「犬の放尿よけ」を意味し、地域的には京町屋に多いとされる。道路に面した町屋の軒下に見られ、本来は割竹で作られるが、現代には金属製のものもある。馬や牛車がはねた泥によって外壁が傷つくのを防ぐ目的があり、犬や猫の放尿から外壁を守る効果もある。町屋と道路の敷地の境界を示す意味もある。

## ギャラリー

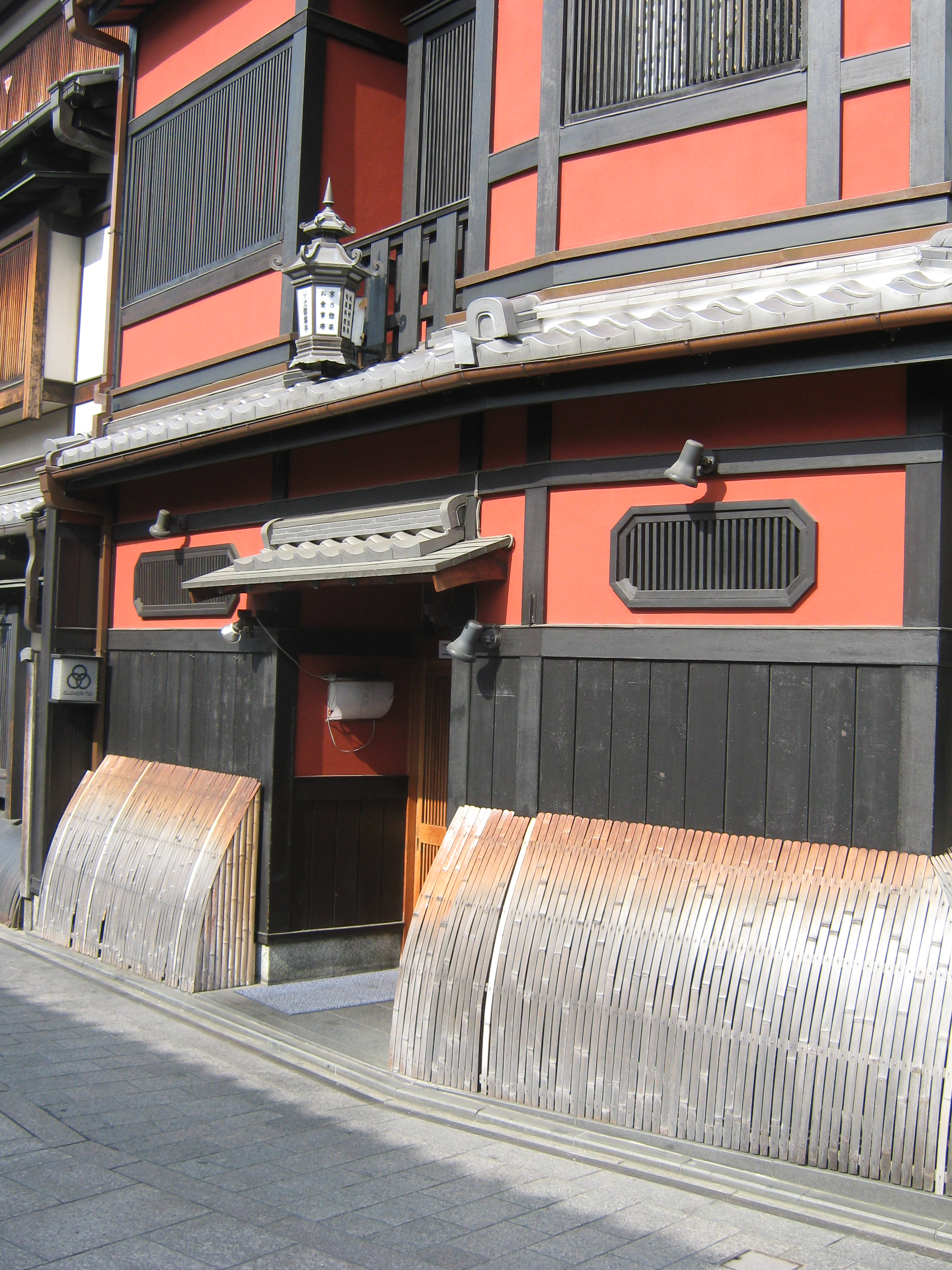
久露葉亭 濁屋善（京都市先斗町）
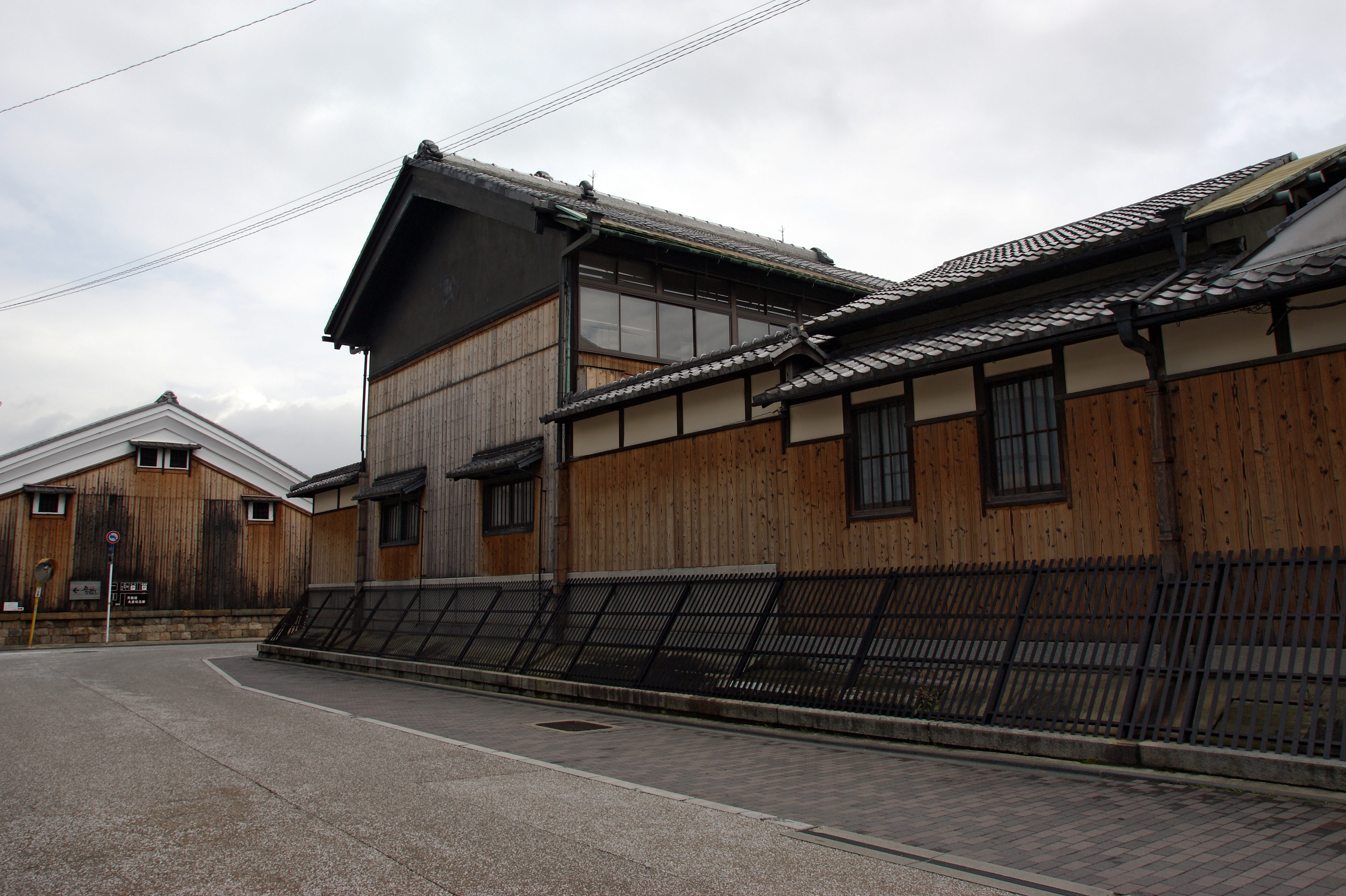
月桂冠本社（京都市伏見区）
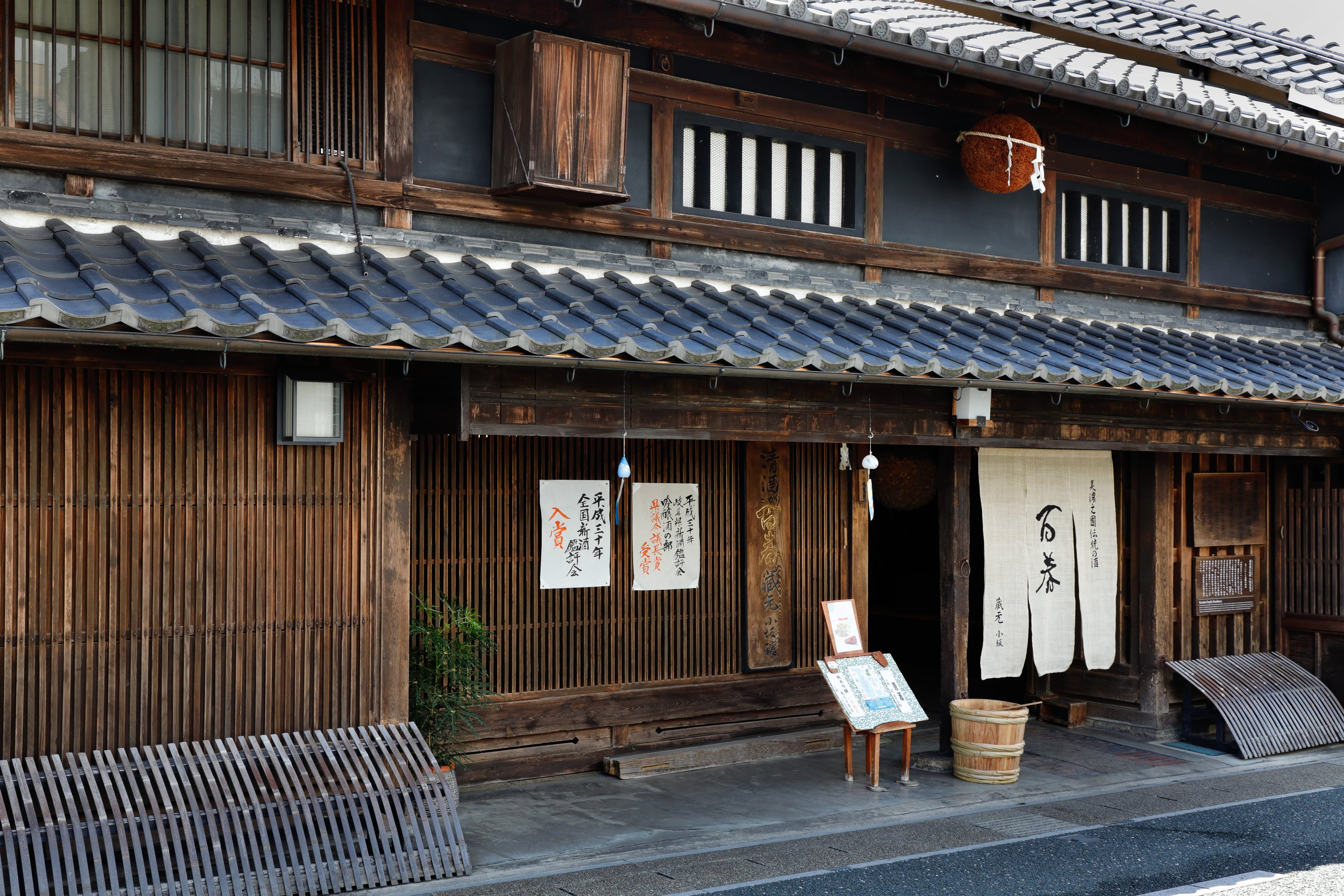
小坂酒造場（岐阜県美濃市）